# تریاک در ایران

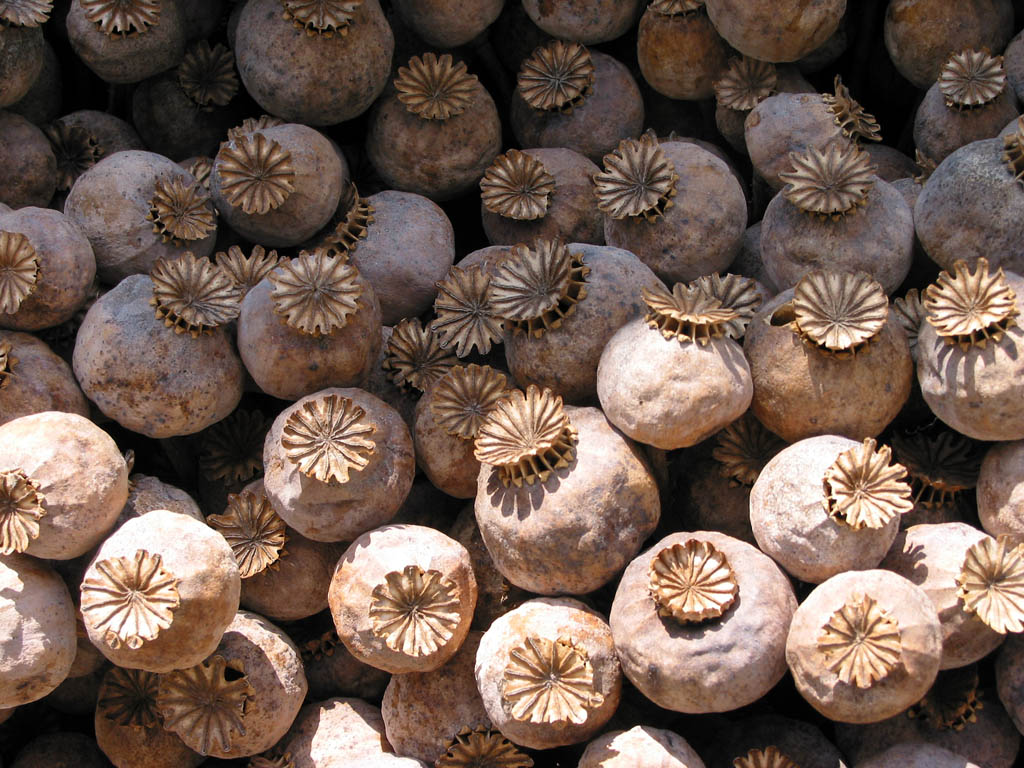
خشخاش برداشت شده

تریاک در ایران  به صورت گسترده در دسترس است. ایران دارای بالاترین سرانه معتادان به تریاک است. حدود ۲٫۸٪ ایرانیان بالای ۱۵ سال، به تریاک اعتیاد دارند. دولت ایران تعداد معتادان ایران را ۲ میلیون نفر برآورد کرده‌ است. مطمئنا آمار معتادان و مصرف کننده انواع مواد مخدر از معتادان پرخطر، مصرف کنندگان انواع داروهای مخدر و معتادان و مصرف کنندگان تفننی چند برابر آمار رسمی دولتی است. محموله‌های تریاک و هروئین از افغانستان و پاکستان (که به هلال طلایی مشهور هستند) به صورت گسترده وارد این کشور می‌شود. میزان موادی که به‌طور سالانه، توسط نیروهای انتظامی ایران کشف می‌شود، بیشتر از هر کشور دیگری‌ است، ولی دولت اذعان کرده که آن‌ها سالانه فقط می‌توانند جلوی ورود مقدار بسیار کمی از هزاران تن مواد قاچاق شده به کشور را بگیرند.
تریاک در ایران بسیار ارزان‌تر از غرب است  و حتی از آبجو نیز ارزان‌تر است. در زاهدان ۴٫۶ گرم تریاک معادل یک مثقال بین سیصد هزار تا یک میلیون تومان قیمت دارد، که معادل ۲ الی ۳ دلار آمریکا می‌شود و یک کیلوگرم آن ۳۵۰ دلار آمریکا ارزش دارد. این درحالی است که در زابل با ۱ دلار می‌توان ۳۰ گرم تریاک خرید. یکی دیگر از دلایل مصرف زیاد تریاک در ایران به علاوهٔ قیمت پایین، این است که دولت در قبال تریاک سختگیرانه عمل نمی‌کند. بنا بر گزارش رسمی دولت ایران، در تهران روزانه ۴ تن تریاک مصرف می‌شود. با توجه به برآورد دفتر مقابله با مصرف مواد مخدر و جرایم سازمان ملل، سالانه ۴۵۰ تن تریاک در ایران مصرف می‌شود.

## تاریخچه
در دوره قاجار کشت گسترده خشخاش به منظور صادرات آغاز شد. در این دوران تریاک در صندوق‌های ۱٫۲ شاهمنی (حدود ۶۰۰ کیلویی) صادر می‌شد. چون در طول مسیر حدود ۵ تا ۱۰ درصد به دلیل از دست دادن رطوبت از وزن آن کم شد وزن آن به یک پیکول چینی می‌رسید. در سال ۱۸۵۹ میلادی ۳۰۰ صندوق، در ۱۸۸۹ میلادی ۱۸۸۶ صندوق تریاک و در سال ۱۹۰۷ حدود ۱۰ هزار صندوق از ایران صادر شد که رشد سریع تولید این محصول را نشان می‌دهد.
به نوشته چاپ ۱۹۱۱ دانشنامه بریتانیکا؛ درمنسود قابل توجه فروش تریاک موجب شد تا زمین‌های مخصوص کشت غلات، پنبه و محصولات دیگر به خشخاش‌کاری اختصاص پیدا کند و نتیجه آن یک قحطی بزرگ در سال‌های ۱۸۷۲–۱۸۷۱ بود که خشکسالی و عوامل دیگری هم در آن دخیل بودند. به ویژه در اصفهان که رودها و نهرهای زیادی در آن واقع بود. در شیراز، بهبهان و کرمانشاه بیشتر زمین‌ها به کشت این محصول اختصاص یافت و همین موجب کمیابی و گرانی گندم و غلات دیگر شد. مرغوبترین تریاک معروف به «تریاک ایران اولادقباد عربستانی»(خوزستان کنونی) در دزفول و شوشتر کشت می‌شد و تریاک یزد و ساری و بابل هم تریاک مرغوبی بود.
در سال ۱۹۰۷ حدود نیمی از کل صادرات تریاک به چین می‌رفت. بیشتر صادرات به چین از طریق بندرعباس و بوشهر به بنادر هنگ کنگ و مالزی می‌رفت و بخش کوچکی هم از طریق زمینی از مسیر بخارا - خجند - کاشغر وارد غرب چین می‌شد. بریتانیا دومین مقصد صادرات تریاک ایران بود. مقدار کمی هم از طریق زمینی به استانبول فروخته می‌شد و بخشی از آن پس از مخلوط شدن با داروهای محلی به اروپا فروخته می‌شد. بخشی نیز به زنگبار در شرق آفریقا فروخته شده و مقداری هم از طریق بلوچستان به هند قاچاق می‌شد.
بیشتر تریاکی که به لندن فروخته می‌شد دوباره صادر می‌شد. فقط بخش کوچکی در داخل انگلستان مصرف شده و از آن برای تولید کدئین استفاده می‌شد. به گفته دکتر رویل؛ تریاک ایرانی ۷۵ تا ۸۴ درصد محلول در آب بود و ۱۳ تا ۳۰ درصد گلوکز (قند) داشت. این قند که نوعی تقلب برای افزایش محصول محسوب می‌شد، معمولاً قبل از برداشت به کاسبرگ گل خشخاش مالیده می‌شد و درخشندگی و سختی تریاک‌ها هم به همین دلیل بود. همچنین در برخی نقاط تریاک‌هایی که برای بازار چین ساخته می‌شد را پس از خشک کردن با کمی روغن (به اندازه ۵ درصد وزن تریاک) می‌آمیختند تا با ذائقه چینی‌ها سازگارتر باشد.
بهترین تریاک ایران که بعدها به «تریاک سناتوری» شهرت یافت در ماهان کرمان و کوهمره کشت می‌شد. دکتر پولاک، پزشک ناصرالدین شاه در این مورد نوشته‌است: «تریاک ماهان و کوهمره بسیار قوی و ناب است. جنس نامرغوب از شاه عبدالعظیم و کاشان و قم به دست می‌آید. مصرف آن عمومیت دارد، و مانند حشیش سرشگستگی ندارد، و قبول عامه یافته‌است. تقریباً هر ایرانی که بتواند از عهده خرج آن برآید، حداقل روزی یک بار حب تریاک می‌خورد، و در ساحل خزر مصرف دو برابر مناطق دیگر است.» قیمت تریاک هم در این دوره بسیار ارزان بود. قهوه‌خانه عرش در خیابان چراغ گاز تهران از پاتوق‌های شیره‌ای‌ها و تریاکی‌ها بود و در آنجا قیمت دو استکان چای ۳ شاهی و قیمت سه مثقال تریاک و یک وعده قلیان ۷ شاهی بود.

### تحدید تریاک
تا پیش از سال ۱۲۸۹ خورشیدی هیچ قانونی برای تولید، مصرف یا خرید و فروش تریاک در ایران وجود نداشت و این ماده مخدر یکی از کالاهای صادراتی رسمی کشور بود تا اینکه وزارت مالیه در دوران وزارت مرتضی‌قلی خان صنیع‌الدوله در صدد نظام‌مند کردن این تجارت و تعیین مالیات برای آن برآمد و لایحه ای با عنوان «تحدید تریاک» به مجلس فرستاد. با طرح این لایحه در مجلس، شماری از نمایندگان کوشیدند با اعمال اصلاحاتی بر آن، مصرف تریاک را در ایران کاهش دهند. قانون تحدید تریاک سرانجام در شش ماده در ۲۱ اسفند ۱۲۸۹ به تصویب مجلس شورای ملی رسید که برای تریاک مالیات تعیین (مثقالی سیصد دینار) و مصرف شیره تریاک را که اعتیادآورتر از خود تریاک است، ممنوع و مصرف کنندگان تریاک را ملزم می کرد پس از مصرف، سوخته تریاک را که از آن شیره تهیه می شد به وزارت مالیه تحویل دهند و برای هر مثقال سه شاهی حق الزحمه دریافت کنند. دولت از این سوخته برای کسانی که قادر به ترک شیره نبودند، این ماده را تهیه می کرد. قانون تحدید تریاک در جهت از میان بردن کامل و تدریجی مصرف تریاک در ایران مقرر می کرد که از دو سال بعد، مالیات تریاک هرساله یکصد و پنجاه دینار افزایش یابد و پس از هفت سال، مصرف شیره به صورت کامل ممنوع و مصرف تریاک تنها به عنوان دارو مجاز شود. با این حال، تولید تریاک در ایران به منظور صادرات ادامه می یافت و حتی تشویق می شد چون این قانون، تریاک صادراتی را از مالیات معاف کرد. 
با وجود وضع این قانون و فشارهایی که هم از خارج برای ممنوع یا حداقل محدود کردن کشت تریاک به ایران می آمد و هم مأموران «اداره تحدید تریاک» برای کسب مالیات به زارعان و فروشندگان می آوردند، تولید و مصرف تریاک در داخل ایران افزایش یافت. در سالهای پایانی دوره قاجار، ایران از تأمین کننده‌های عمده تریاک جهان بود و سالیانه هفت و نیم میلیون تومان از این راه درآمد داشت. این درآمد در سالهای بعد، افزایش یافت. مصرف تریاک در ایران بیش از هر جا در شرق ایران مشهود بود. به گفته عبدالله یاسایی نماینده سمنان و دامغان، در سیستان و خراسان «اغلب عائله‌ها از زن و مرد و اطفال مبتلا هستند به استعمال افیون. ای بسا عائله‌ها که در نتیجه استعمال افیون از هستی ساقط شده‌اند و در تنگنای فقر و وفاقه افتاده، بی‌چاره و پریشان شده، به حدی که مشغول تکدی شده‌اند». رواج شیره‌خانه ها در ایران نیز در سالهای پایانی دوره قاجار از خراسان و سیستان آغاز شد و به تهران رسید». 
همزمان جامعه ملل تلاش زیادی برای ممنوع کردن کشت خشخاش در جهان می‌کرد و دولت ایران را زیر فشار می‌گذاشت. این موضوع باعث نگرانیهای زیادی در ایران شده بود که بخش مهمی از اقتصاد کشور را وابسته به صادرات تریاک می‌دیدند. در مارس ۱۹۲۷ (اسفند ۱۳۰۵) جامعه ملل برای منع کشت خشخاش و تولید تریاک در جهان وارد شور شد. انتشار خبر این جلسات در ایران نگرانی آفرید. دولت ایران دستورالعمل کتبى و صریحى به نماینده اش در مقر جامعه ملل داد که به این جامعه ابلاغ کند، هیچ نوع تعهدى و قولى از طرف دولت ایران بدون تصویب مجلس شورای ملی انجام پذیر نیست.
شاه های متعددی در ایران از جمله رضاشاه استعمال کننده تریاک بودند. تصویر سنتی شاه ایرانی پیش از پهلوی کسی است که روی زمین  نشسته ، و غرق در شعر و صحبت تریاک می کشد. اما گفته شده رضا شاه روزی دوباره ایستاده تریاک می کشید. رضاشاه استعمال تریاک را برای افراد در ارتش و دستگاه اداری ممنوع کرد. گزارش شده در آن زمان مجلس جایی داشت که نماینده ها در آن می توانستند با استعمال تریاک آرامش پیدا کنند و به مباحثه بپردازند. 

### انحصار تریاک
این تصویر آکندگی زندگی در ایران از تریاک موجب بروز دغدغه هایی برای شاه شد و برای مقابله با آن به خصوص از سوی مشاهده گران غربی در سال ۱۳۰۷ دولت با به تصویب رساندن قانونی در مجلس، کلیه معاملات و نگاهدارى و فرآوری و حمل و نقل و صدور تریاک را در داخل و خارج کشور به انحصار خود درآورد. کشت تریاک از آن پس مشروط به کسب مجوز از اداره مالیه شد و تریاکی که برداشت می‌شد بایستی تنها به این اداره فرخته شود. پس از مصرف تریاک نیز، سوخته آن به بهای مثقالی یکصد دینار از مصرف‌کنندگان خریداریی می‌شد. واردات تریاک کاملا ممنوع شد. بنابر این قانون، دو میلیون تومان بودجه برای تأسیس «مؤسسه انحصار تریاک» در اختیار دولت گذاشته شد. 
به پیشنهاد سید حسن تقی‌زاده که در آن زمان، نماینده تهران در مجلس شورای ملی بود، ماده‌ای به قانون انحصار تریاک افزوده شد که دولت را مکلف می‌کرد از سال ۱۳۰۸ به مدت ده سال، مصرف داخلی را سالیانه ده درصد پایین بیاورد و پس از ده سال، مصرف تریاک در غیر موارد طبى در تمام کشور متروک و ممنوع و فروش تریاک منحصر به داروخانه‌ها، آن هم با نسخه پزشک و برای مصارف طبی موارد شود. بنابر این ماده، دولت همچنین موظف می‌شد پزشک و داروی رایگان برای ترک اعتیاد در دسترس معتادان بگذارد.  این ماده از قانون هیچ‌گاه به اجرا درنیامد.

### ممنوعیت تریاک
در سال ۱۳۲۹ طرحی جهانشاه صالح وزیر بهداری لایحه‌ای برای ممنوعیت کشت خشخاش و تولید تریاک به مجلس سنا داد اما این لایحه مسکوت ماند تا آن‌که بار دیگر که به وزارت رسید، به دستور شاه در سوم تیر ۱۳۳۴ آن لایحه را دوباره احیا و تقدیم سنا کرد. او همچنین به تصویب هیئت دولت، دوره‌های ترک اعتیاد معتادان به تریاک را در بیمارستان‌ها و مدارس (هنگام تعطیلی) بنا نهاد.
شمار معتادان کشور در آن سال‌ها بنابر آمار وزارت بهداری بیش از یک و نیم میلیون نفر برآورد می شد  که معادل هفت درصد کل جمعیت کشور بود. ۹۸ درصد این افراد، معتاد به تریاک یا شیره آن بودند. در همان زمان، هفتاد هشتاد درصد خودکشی‌ها با خوردن تریاک بود.
ممنوعیت تریاک مخالفان جدی داشت که انگیزه آن، عمدتاً درآمد تریاک بود که سالیانه سیصد میلیون تومان نصیب کشور می‌کرد. همچنین این‌که کشت خشخاش به آب و نگهداری چندانی نیاز نداشت و در صورت ممنوعیت کشت آن، محصول دیگری وجود نداشت که بتواند با این ویژگی‌ها جایش را بگیرد. در برخی استان‌ها مانند لرستان، درآمد اصلی کشاورزان از تولید تریاک بود. هرچند عمده این درآمد نصیب مالکان می‌شد، به گونه‌ای که در سال‌های بین ۱۳۲۰ تا ۱۳۲۹ مالکان تریاک را کیلویی ۳۲ تومان از کشاورز می‌خریدند و کیلویی دویست و پنجاه تومان به دولت می‌فروختند اما درآمد دولت از آن از سالی هشتصد هزار تومان بیشتر نمی‌شد. 
از آغاز سال ۱۳۲۵ تا پایان سال ۱۳۳۳ دولت  ۱۴۱۱۷۷۳ کیلو تریاک از کشاورزان خریداری کرد که ۵۴۴۲۲۹۷۷  تومان وجه آن را مستقیماً به خود کشاورزان پرداخت (میانگین سالیانه هشت و نیم میلیون تومان) در همین مدت، دولت ۹۲۸ تن تریاک به خارج صادر کرد و در برابر آن ۱۴۳ میلیون و ۶۷۵ هزار فرانک فرانسه و ۸۵۶ هزار و ۱۷۲ لیره انگلیس و چهار میلیون و پانصد هزار دلار درآمد به دست آورد.
پس از ممنوعیت کشت خشخاش و مصرف تریاک در سال ۱۳۳۴ شمار معتادان کاهش یافت اما با ورود تریاک از کشورهای همسایه به‌‌ویژه از طریق مرزهای شرقی کشور که ممنوعیتی در آن‌ها وجود نداشت، شمار معتادان دوباره رو به افزایش گذاشت.
دولت خط مشی تازه‌ای در سال ۱۳۴۷ در مورد کشت و مصرف تریاک در پیش گرفت. در این طرح معتادان به دو گروه ثبت‌نام شده یا کوپن‌دار و غیرقانونی تقسیم شدند. گروه نخست سن بالاتر از شصت سال داشتند و دولت برای تأمین نیاز آنان، کشت خشخاش را در نواحی محدودی با نظارت خود مجاز اعلام کرد.
برابر گزارش سال ۱۹۹۹ «کمیته بین‌المللی کنترل مواد مخدر سازمان ملل متحد»، پیش از انقلاب اسلامی در ایران، ۲ میلیون نفر (۴٪ کل جمعیت ایران) مصرف‌کننده مواد مخدر وجود داشته‌است. در بحبوحه انقلاب به دلیل آنکه نظارت دولت بر کنترل مواد مخدر به پایینترین سطح رسیده بود، تولید و توزیع مواد مخدر در کشور به یکباره رو به فزونی گرفت و به اذعان مقامات رسمی کشور حدود ۵ درصد از کل جمعیت کشور در آن هنگام معتاد به مواد مخدر بودند. در سال ۱۳۵۸ مبارزه جدی با مصرف و فروش مواد مخدر آغاز شد. بر اساس گزارشی که ایران در سال ۱۳۶۴ به کمیسیون بین‌المللی مواد مخدر سازمان ملل ارائه کرد؛ تعداد معتادان به ۷۰۰ تا ۸۰۰ هزار نفر کاهش یافته بود که ۴۰ درصد از این افراد معتاد به هروئین بودند و بیشتر آن‌ها را جوانان تشکیل می‌دادند.

## شیوع
در سال ۱۹۹۷ از مجموع ۹۶۰ هزار نفری که برای ازدواج، مجوز کسب‌وکار و گواهینامه رانندگی مورد آزمایش اپیوئیدها قرار گرفتند ۲٫۳۹٪ پاسخ مثبت داشتند. با توجه به اینکه افرادی که مورد آزمون قرار می‌گرفتند از عواقب پاسخ مثبت، اطلاع داشتند این رقم بایستی پایینتر از میزان واقعی باشد.
یک مطالعه مهم دربارهٔ اپیدمیولوژی و الگوی مصرف مواد مخدر در ایران مطالعه «ارزیابی مختصر وضعیت سوء مصرف مواد در ایران» است که با همکاری دفتر کنترل مواد مخدر سازمان ملل UNDCP در سال‌های ۹۹–۱۹۹۸ انجام شده و بر اساس آن بیشترین گروه معتادین (۶۸٪) را افراد ۲۰ تا۴۰ ساله تشکیل می‌دادند. اکثریت افراد متأهل (۵۶ درصد) بودند. بیشتر افراد تحصیلات در حد ابتدایی و راهنمایی داشتند. از نظر شغلی کارگران در رده اول بودند (۲۴ درصد) و پس از آن بیکاران، مغازه‌داران و رانندگان به ترتیب در رده‌های بعدی قرار می‌گرفتند. بیشترین ماده مصرفی تریاک بود. ۷۳ درصد افراد در یک ماه گذشته تریاک مصرف کرده بودند. هروئین با ۳۹ درصد، شیره تریاک با ۲۲ درصد و حشیش با ۱۳ درصد در رتبه‌های بعدی قرار می‌گرفتند و مصرف کوکائین و محرک‌ها بسیار نادر بود. مردان بیش از ۹۰ درصد و زنان کمتر از ۱۰ درصد از معتادین را تشکیل می‌دادند. میانگین سن شروع مواد در این مطالعه هم ۲۲ سال بود.

## ایران و مبارزه
ایران رتبه اول در مبارزه با مواد مخدر در سراسر جهان است. علیرغم همجواری با افغانستان که بزرگ‌ترین تولیدکننده مواد مخدر است. به گفته دفتر سازمان ملل متحد، تلاش‌های مستمر جمهوری اسلامی برای مبارزه با قاچاق مواد مخدر منجر به کشف بیش از ۹۰ درصد تریاک، ۷۰ درصد مرفین و ۲۰ درصد از هروئین جهانی شد. با وجود شرایط ناشی از شیوع ویروس کرونا و اعمال تحریم‌ها علیه کشور، با تلاش پلیس مبارزه با مواد مخدر در سال ۲۰۲۰، کشف مواد مخدر ۴۱ درصد افزایش یافته است. پس از انقلاب اسلامی (در سال ۱۹۷۹)، ۳۸۰۰ کشته، ۱۲۰۰۰ مجروح و ناتوان در مبارزه با قاچاق مواد مخدر. این سازمان همچنین رسماً اعلام کرد که در کشف تریاک، هروئین و مرفین رتبه اول جهان را دارد متعلق به ایران است
بر اساس گزارش UNODC، ایران همچنان یکی از مسیرهای اصلی ترانزیتی برای قاچاق مواد مخدر از افغانستان به کشورهای اروپایی است و نقش پیشرو در سطح جهانی در کمپین‌های مبارزه با مواد مخدر داشته است.
گزارش جهانی مواد مخدر UNODC 2020 تخمین می زند که در سال ۲۰۱۸، ۹۱ درصد تریاک جهان، ۴۸ درصد مرفین جهان و ۲۶ درصد هروئین جهان توسط ایران کشف و ضبط شده است.